# Шехостанка
Шихоста́нка (Шехостанка, рос. Шихостанка, удм. Миёл) — річка в Кіясовському районі Удмуртії та Агризькому районі Татарстану, Росія, права притока Кирикмасу.

## Морфометрична характеристика
Річка бере початок за 2 км на північ від села Атабаєво. Довжина річки становить 39 км, з них на території Татарстану лише 4 км пригирлової ділянки. Середній похил річки становить 2,4 м/км, ширина русла в середній течії 6—10 м, в нижній досягає 15-20 м, на окремих ділянках — 25 м. Глибина на перекатах 2,5—4,7 м. Швидкість течії зростає від 0,2—0,3 м/с у середній течії до 0,5 м/с в низов'ях. Мінімальні місячні витрати 50-ї забезпеченості літнього періоду становлять 0,4 м³/с. Басейн річки характеризується високим розвитком сільського господарства та активними процесами ерозії.

## Притоки
- Праві — Медвежинка, Кіясовка
- Ліві — Аксакшур, Яжбахтінка, Петричинка, Багряж

## Населені пункти
На річці розташовані такі села Кіясовського району Удмуртії:
- Атабаєво, Аксаріно, Шихостанка, Первомайський, Сабанчино, Калашур, Дубровський